# Ружиця (Шуменська область)
Ру́жиця (болг. Ружица) — село в Шуменській області Болгарії. Входить до складу общини Никола-Козлево.

## Населення
За даними перепису населення 2011 року у селі проживали 315 осіб.
Національний склад населення села:
| Національність   | Кількість осіб | Відсоток |
| ---------------- | -------------- | -------- |
| турки            | 299            | 94,9%    |
| болгари          | 14             | 4,4%     |
| цигани           | 0              | 0%       |
| інша             | 2              | 0,6%     |
| не визначились   | 0              | 0%       |
| Всього відповіли | 315            |          |

Розподіл населення за віком у 2011 році:
Динаміка населення: